# Fear (album, John Cale)
Fear je čtvrté sólové studiové album velšského hudebníka Johna Calea, jež bylo vydáno v říjnu 1974 jako jeho první řadové album zveřejněné vydavatelstvím Island Records. Deska obsahuje devět autorských písní s celkovou stopáží čtyřiceti minut. Její nahrávání probíhalo ve studiích Sound Techniques a Olympic Studios v Londýně. Producentem byl Cale, který na ní rovněž zpíval a hrál na několik dalších nástrojů. Dále se na ní podíleli další hudebníci, již měli v té době smlouvu se společností Island Records, a sice Brian Eno či Phil Manzanera ze skupiny Roxy Music, dále Richard Thompson, Bryn Haworth a další.

## Před vydáním
Na podzim 1973 vypršela Caleova smlouva se společností Warner Bros. Records a on odjel ze svého dosavadního bydliště v Los Angeles do Londýna. Zde mu Richard Williams, který pracoval pro A&R oddělení společnosti Island Records, zajistil smlouvu na tři alba u této společnosti s rozpočtem 30 000 liber na každé z nich. Nahrávání nejprve začalo v malém studiu na King's Road v Londýně, ale brzy poté se přesunulo do velkého studia Sound Techniques v tomtéž městě. O zvuk se při nahrávání staral Calem vybraný nahrávací technik John Wood, se kterým se znal již z minulosti. Převážnou část písní napsal Cale právě v tomto studiu.
Na albu se také výrazně podílel Phil Manzanera, kytarista skupiny Roxy Music, který se s Calem potkal již dříve v Los Angeles. Manzanera je vedle hry na kytaru rovněž vedoucím producentem alba. Do sestavy byl dále přibrán hráč na syntezátory Brian Eno, jenž nedlouho předtím ze stejné skupiny odešel, dva členové doprovodné skupiny zpěváka Kevina Ayerse (baskytarista Archie Legget a bubeník Fred Smith), dva členové skupiny The Winkies, která spolupracovala s Enem (baskytarista Brian Turrington a bubeník Michael Desmarais), a kytaristé Richard Thompson a Bryn Haworth. Kytarista Lou Reed, který s Calem v šedesátých letech působil ve skupině The Velvet Underground, v časopisu Sounds (18. května 1974) prohlásil, že jej Cale požádal, aby mu nahrál na album kytaru. To však nebylo uskutečněno. Přestože byl jako producent alba uveden pouze Cale, na produkci se výrazně podíleli také Eno s Manzanerou.
Ještě před vydáním tohoto alba odehrál John Cale společné vystoupení s Ayersem, Enem a Nico v londýnském sále Rainbow Theatre. Na něm také provedl dvě skladby z alba Fear, a to „Buffalo Ballet“ a „Gun“. Žádná z nich však později nevyšla na koncertním albu June 1, 1974 zaznamenaném při tomto koncertě.

## Vydání
Album Fear vyšlo 1. října roku 1974 prostřednictvím hudebního vydavatelství Island Records. Protože společnost neočekávala velké prodeje této nahrávky, rozhodla se vydat některé písně jako singly, aby tím alespoň zvedla zájem o album jako o celek. Vybrány byly dvě písně pro potenciální vydání jako singly, a sice „The Man Who Couldn't Afford to Orgy“ a „Buffalo Ballet“. Volba nakonec padla na první z nich, jejíž název však neprošel u vydavatelské cenzury a slovo „orgy“ muselo být odstraněno a nahrazeno výpustkou. Coby B-strana gramofonové desky posloužila píseň „Sylvia Said“, která – přestože vznikla během nahrávacích frekvencí spojených s tímto albem – na něm nevyšla. Černobílou fotografii Caleova obličeje na obal alba Fear pořídil Keith Morris, který s Calem spolupracoval i na jeho pozdějších albech. Stejný koncept použila na obalu svého alba Tramp, vydaného o téměř čtyřicet let později, zpěvačka Sharon Van Etten. John Cale v rámci propagace tohoto alba neodehrál žádný samostatný koncert, své první turné odehrál až po vydání dalšího alba Slow Dazzle. Po jeho vydání začal Cale pracovat na albu The End… zpěvačky Nico. V roce 1996 vyšlo album Fear jako součást kompilace The Island Years. O dvanáct let později (roku 2008) vyšlo album v reedici doplněné o skladby „Bamboo Floor“ a „All I Want Is You“.

## Skladby

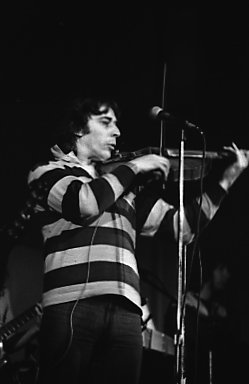
John Cale v roce 1977

Stejně jako u předchozího alba Paris 1919 využil John Cale v textech na tomto albu surrealistické motivy. Ještě před vydáním desky však řekl, že v žádném případě nechce udělat další záznam ve stylu Paris 1919. Album otevírá skladba „Fear is a Man's Best Friend“, jež nejprve začíná motivem na klavír a postupně se k němu přidá i pomalý zpěv, následně kytara a po přidání bicích se tempo písně výrazně zrychluje. Ke konci písně se jako sólový nástroj prosazuje baskytara. Následuje balada „Buffalo Ballet“, ve které je zpěv doprovázen klavírem, akustickou kytarou a ženskými doprovodnými vokály. Píseň vypráví o vesnici na divokém západě. V následující písni, která nese název „Barracuda“, hraje Cale mimo jiné na violu a je zde také výrazná elektrická kytara. Pro píseň „Emily“ Cale vytvořil zvuky vln bijících o pláž. Píseň vedle Caleova zpěvu doprovází Enův syntezátor a doprovodné vokály zpěvaček. I v pozadí písně „Ship of Fools“ je slyšet Enův syntezátor. V jejím textu je mimo jiné zmíněn název Caleovy rodné obce Garnant. Osmiminutové písni „Gun“, která je svou délkou nejdelší písní z alba, dominuje Manzanerova elektrická kytara. Následuje další píseň s výrazným klavírním úvodem: „The Man Who Couldn't Afford to Orgy“. Svým hlasem do této skladby přispěla vedle Calea samotného také zpěvačka Judy Nylon. Cale o jejím zpěvu řekl, že dělala Jane Birkinovou znějící jako Hayley Mills. Následuje další balada „You Know More Than I Know“ a na poslední pozici se nachází „Momamma Scuba“, v jejímž úvodu Cale ve slově „scuba“ syčí.

## Kritika
Album získalo převážně pozitivní ohlas kritiky. Například Allan Jones o něm ve své recenzi pro Melody Maker napsal, že je to album k nezaplacení. Recenzent Matthew Weiner album ve své recenzi pro magazín Stylus označil za mistrovské dílo své doby. Kritik Dave Thompson řekl o písni „The Man Who Couldn't Afford to Orgy“ z tohoto alba, že jde o „jednu z nejkrásnějších melodií, které jste mohli slyšet“. Desku vyzdvihoval také publicista Mat Colegate ve své recenzi pro server The Quietus. Zpěvačka Sharon Van Etten album označila za krásnou desku, neboť každá píseň zní jinak. Rovněž vyzdvihovala produkci. Hudebník Pat Mahoney, člen skupiny LCD Soundsystem, album zařadil mezi pět desek, které jej nejvíce ovlivnily.

## Seznam skladeb
Autorem všech skladeb je John Cale.
| Strana 1 (LP) | Strana 1 (LP)               | Strana 1 (LP) |
| Pořadí        | Název                       | Délka         |
| ------------- | --------------------------- | ------------- |
| 1.            | Fear is a Man's Best Friend | 3:53          |
| 2.            | Buffalo Ballet              | 3:29          |
| 3.            | Barracuda                   | 3:48          |
| 4.            | Emily                       | 4:23          |
| 5.            | Ship of Fools               | 4:38          |

| Strana 2 (LP)  | Strana 2 (LP)                       | Strana 2 (LP) |
| Pořadí         | Název                               | Délka         |
| -------------- | ----------------------------------- | ------------- |
| 1.             | Gun                                 | 8:05          |
| 2.             | The Man Who Couldn't Afford to Orgy | 4:35          |
| 3.             | You Know More Than I Know           | 3:35          |
| 4.             | Momamma Scuba                       | 4:24          |
| Celková délka: | Celková délka:                      | 40:48         |

## Obsazení
Hudebníci
- John Cale – zpěv, kytara, baskytara, klávesy, viola
- Phil Manzanera – kytara, slide kytara v „Momamma Scuba“
- Fred Smith – bicí
- Brian Eno – syntezátory[p 3]
- Archie Legget – baskytara
- Michael Desmarais – bicí v „Momamma Scuba“ a „Fear“
- Richard Thompson – slide kytara v „Momamma Scuba“
- Bryn Haworth – slide kytara v „Momamma Scuba“
- Brian Turrington – baskytara v „Momamma Scuba“
- Irene Chanter – doprovodné vokály
- Doreen Chanter – doprovodné vokály
- Liza Strike – doprovodné vokály
- Judy Nylon – zpěv v „The Man Who Couldn't Afford to Orgy“[23]

Produkce
- John Cale – producent
- Phil Manzanera – vedoucí producent
- Brian Eno – vedoucí producent
- John Wood – mixing, zvukový inženýr
- Keith Morris – fotografie